# Eoscyllina guangxiensis
Eoscyllina guangxiensis är en insektsart som beskrevs av Li, T. och Q. You 1987. Eoscyllina guangxiensis ingår i släktet Eoscyllina och familjen gräshoppor. Inga underarter finns listade i Catalogue of Life.